# تيم ويكفيلد
تيم ويكفيلد (بالإنجليزية: Tim Wakefield) هو لاعب كرة قاعدة أمريكي، ولد في 2 أغسطس 1966 في ملبورن في ولاية فلوريدا.

## وصلات خارجية
- تيم ويكفيلد على موقع دوري كرة القاعدة الرئيسي (الإنجليزية)
- تيم ويكفيلد على موقعبيزبول رفرنس.كوم (الدوري الرئيسي) (الإنجليزية)
- تيم ويكفيلد على موقعبيزبول رفرنس.كوم (الدوري الثانوي) (الإنجليزية)
- تيم ويكفيلد على موقع إي إس بي إن.كوم (أم.أل.بي) (الإنجليزية)
- تيم ويكفيلد على موقع مشجعي الرسوم البيانية (الإنجليزية)
- تيم ويكفيلد على موقع إن إن دي بي (الإنجليزية)